# チーロ・デ・フランコ
チーロ・デ・フランコ（Ciro De Franco 、1988年10月8日 - ）は、イタリア・ナポリ出身のサッカー選手。セリエC・AZピチェルノ所属。ポジションは、ディフェンダー。

## クラブ歴
マテーラで5シーズン過ごした後、2018年5月31日にモノーポリと契約を結んだことが発表された。
2020年8月14日、カヴェーゼに2年契約で加入した。
2021年8月6日、AZピチェルノに移籍した。